# Завьяловка (Оренбургская область)
Завья́ловка — село в Бугурусланском районе Оренбургской области. Административный центр Завьяловского сельсовета.

## География
Село находится у железнодорожной линии Самара — Уфа, на расстоянии примерно 10 км к юго-востоку от города Бугуруслан, административного центра района.

### Часовой пояс
Село Завьяловка, как и вся Оренбургская область, находится в часовой зоне МСК+2. Смещение применяемого времени относительно UTC составляет +5:00.

## История
Село основано в XIX веке переселенцами из Старооскольского уезда Курской губернии. Названо по имени их поверенного Герасима Завьялова. В 1859 году была построена Казанско-Богородицкая деревянная церковь с колокольней.

## Население
| 2010 |
| ---- |
| 785  |

### Национальный состав
Согласно результатам переписи 2002 года, в национальной структуре населения русские составляли 77 % из 910 чел.

## Улицы
| - ул. Аэродромная, - ул. Ленина, - ул. Молодёжная, - ул. Новая, - ул. Привокзальная, | - ул. Специалистов, - ул. Транспортная, - ул. Уральская, - ул. Чапаевская, - пер. Школьный. |

## Известные уроженцы
- Комаров, Георгий Владимирович (1896—1944) — советский военнослужащий, ефрейтор, Герой Советского Союза.